# Jochen Niethammer
Jochen Niethammer (* 18. Mai 1935 in Berlin; † 2. Januar 1998 in Ganderkesee) war ein deutscher Mammaloge und Hochschullehrer, der sich vornehmlich mit Kleinsäugern befasste. Forschungs- und Sammelreisen führten ihn in viele Länder Afrikas und der Paläarktis. Das während solcher Exkursionen und der Auslandsaufenthalte gesammelte Material, insbesondere jenes aus Afghanistan, und die sich bei seiner Bearbeitung ergebenden Fragen und Probleme waren Grundlage für zahlreiche Publikationen. In ihnen spielten Fragestellungen zur Faunistik, Systematik, Morphologie, Biologie, Anatomie, Verbreitung und Evolution von Nagetieren und Spitzmäusen eine zentrale Rolle.

## Leben
Niethammer war der erste von vier Söhnen von Günther und Ruth Niethammer, geborene Filtzer. Sein Vater war zunächst Ornithologe ohne Anstellung am Museum für Naturkunde der Humboldt-Universität zu Berlin, wechselte dann 1937 nach Bonn und wurde 1949 Kurator der ornithologischen Abteilung des Museums Alexander Koenig. 
Jochen Niethammer sammelte und präparierte bereits als Schüler Kleinsäuger und berichtete 1953 im Alter von 18 Jahren über den Erstfund einer Sumpfspitzmaus im Rheinland. Sein erster wissenschaftlicher Artikel, der den Titel Die Rundschwänzige Wasserspitzmaus Neomys anomalus milleri Mottaz in der Eifel trägt, wurde in der populärwissenschaftlichen Zeitschrift Natur und Heimat in der DDR veröffentlicht.
Niethammer besuchte ab 1941 die Grundschule in Wien, dann in Kriebetal bei Waldheim in Sachsen und zuletzt in Wehrshausen bei Marburg/Lahn. Nach dem Besuch der Gymnasien in Marburg (ab 1946) und Bonn absolvierte er 1955 sein Abitur am Ernst-Moritz-Arndt-Gymnasium Bonn. Anschließend schrieb er sich an der Rheinischen Friedrich-Wilhelms-Universität Bonn ein. Anfangs studierte er dort Chemie, wechselte jedoch nach dem Vordiplom zur Biologie, wo er 1964 unter der Leitung von Ernst Lubnow mit der Dissertation Die Pigmentierung und das Farbmuster junger Haubentaucher zum Doktor promoviert wurde. 
Im selben Jahr trat er eine Stelle als wissenschaftlicher Assistent am Zoologischen Institut der Universität Bonn an. Nur wenige Monate später wurde er von der Bonner Universität für zweieinhalb Jahre beurlaubt, um das Fach Zoologie im Rahmen einer Universitätspartnerschaft an der Universität Kabul, Afghanistan, zu vertreten. Dort war er neben den Lehrverpflichtungen auch für den kleinen Institutszoo verantwortlich. Er nutzte seinen Aufenthalt jedoch auch, um die Säugetiere des Landes zu studieren und eine umfangreiche Sammlung anzulegen. Im Oktober 1966 kehrte er nach Bonn zurück, wo er sich 1969 mit der Arbeit Zur Frage der Introgression bei Waldmäusen Apodemus sylvaticus und Apodemus flavicollis (Mammalia, Rodentia) für das Lehrgebiet Zoologie habilitierte. Bald darauf wurde er Oberassistent, 1970 Dozent und 1971 außerplanmäßiger Professor. Von 1973 bis 1991 lehrte er vergleichende Anatomie der Wirbeltiere und Systematik der Tiere als wissenschaftlicher Rat und C3-Professor am Zoologischen Institut der Universität Bonn.
Neben Afghanistan, wo er seinen längsten Forschungsaufenthalt hatte, bereiste Niethammer Tunesien, Österreich, Frankreich, Spanien, Italien, Griechenland, die Insel Korfu, Zypern, später auch Jugoslawien, Skandinavien, Marokko, Ägypten, Sudan, Kenia, Nepal und Bangladesch. 
Niethammer setzte bereits früh die Analyse von Eulengewöllen als Methode ein. 1980 publizierte er eine vielbeachtete Studie über Arealveränderungen bei Spitzmausarten in Deutschland, vornehmlich über die Feldspitzmaus in Niedersachsen, welche auf einer umfassenden Analyse diverser Gewöllaufsammlungen basierte. Durch den Einsatz dieser Methodik und die Kooperation mit einer zunehmenden Anzahl von Materiallieferanten leistete er auch substanzielle Beiträge zu Informationen über exotische Faunen.
Im Jahr 1959 führte Niethammer zusammen mit Kurt Bauer eine Analyse einer Gewöllaufsammlung aus der Namib-Wüste durch, die von Niethammer gesammelt worden war. Auf Grundlage gut erhaltener Schädel aus den Gewöllen beschrieben die Autoren zwei neue Taxa, die als Gerbillurus tytonis und Eremitalpa granti namibensis klassifiziert wurden. Weitere eingehende Analysen von Gewöllen aus Namibia wurden 1968 und 1975 veröffentlicht.
In einer Probe, die von Mitgliedern der Deutschen Galapagos-Expedition gesammelt wurde, entdeckte Niethammer einige Knochenfragmente eines großen Nagetiers, das er zu Ehren des deutschen Ethologen und Ökologen Eberhard Curio benannte. Dieses Tier wurde 1964 als Galápagos-Riesenratte (Megaoryzomys curioi) beschrieben und wird als ein wesentliches Taxon der ausgestorbenen Wirbeltierfauna der Galapagosinseln betrachtet.
1963 veröffentlichte Jochen Niethammer in Zusammenarbeit mit Günther Niethammer und Josef Szijj (1927–2010) das Werk Einbürgerung von Säugetieren und Vögeln in Europa, das viel Beachtung fand. Schwerpunktmäßig beschäftigte er sich mit verschiedenen Aspekten der Nagetierforschung, wobei er eng mit der Deutschen Gesellschaft für Technische Zusammenarbeit kooperierte. In diesem Rahmen erstellte er Gutachten über Schadnager in Ägypten, Bangladesch und Sudan. Seit 1964 widmete er sich intensiv der Mammalogie Afghanistans und veröffentlichte in lockerer Folge 13 wissenschaftliche Beiträge, die 1983 in einem zusammenfassenden Werk mit dem Titel Die Säugetiere Afghanistans dokumentiert wurden. Aufgrund komplexer und häufig ungelöster taxonomischer Fragestellungen war es erforderlich, verwandtes Material aus angrenzenden Regionen zu berücksichtigen. In diesem Kontext kooperierte Niethammer mit Jochen Martens, einem Zoologen an der Johannes Gutenberg-Universität Mainz, der auf seinen Reisen nach Nepal Kleinsäuger gesammelt hatte. Diese Zusammenarbeit führte zu gemeinsamen Publikationen über Waldmäuse und Wühlmäuse aus Afghanistan und Nepal. Niethammers Forschungsergebnisse fanden zudem Niederschlag in mehreren Büchern und Buchbeiträgen. Darüber hinaus entwickelte er 1979 basierend auf seinen Lehrveranstaltungen an der Universität Bonn das Lehrbuch Säugetiere: Biologie und Ökologie. Das neunbändige Handbuch der Säugetiere Europas, das er ab 1978 gemeinsam mit Franz Krapp herausgab, gilt als deutschsprachiges Standardwerk auf dem Gebiet der Säugetierkunde.
Jochen Niethammer war ferner Mitherausgeber des Handbuches der Zoologie (Band 8, Mammalia) und ab 1973 der Zeitschrift für Säugetierkunde, wo er lange Zeit einer der aktivsten Gutachter war.
Jochen Niethammer war in zahlreichen wissenschaftlichen Gesellschaften aktiv. 1958 trat er als Student der Deutschen Gesellschaft für Säugetierkunde bei. Er war von 1972 bis 1981 Schriftführer dieser Organisation und danach für eine Amtsperiode von 1982 bis 1986 ihr dritter Vorsitzender. Er war lebenslanges Mitglied der American Society of Mammalogists, nahm aber nicht an den Versammlungen teil. 1963 wurde er Mitglied der Deutschen Ornithologen-Gesellschaft. Er war ferner Mitglied im „German Editorial Board“ des Journal of the Egyptian German Society of Zoology und engagierte sich im Naturschutz. Seit 1964 war er Mitglied des Lehrkörpers der Universität Bonn und dort aktiv nicht nur in der Lehre, sondern auch in zahlreichen Gremien sowie in der Deutschen Zoologischen Gesellschaft. In dieser Zeit betreute er ungefähr 21 Dissertationen, 40 Diplome und zahlreiche Examensarbeiten. 
Im Juli 1991 endete eine studentische Forschungsreise der Universität Bonn zu den französischen Pyrenäen während eines Verkehrsunfalls in Paris. Der Exkursionsbus kollidierte mit einem parkenden Lastkraftwagen. Niethammer, der auf dem Beifahrersitz saß, erlitt hierbei schwere Schädel- und Hirnverletzungen, die eine langwierige Krankenhausbehandlung erforderlich machten. Er überlebte und verbrachte die letzten Jahre seines Lebens im evangelisch-lutherischen Wichernstift Ganderkesee, wo er am 2. Januar 1998 starb.

## Dedikationsnamen
Paul Bühler (1936–1996) beschrieb 1963 die Unterart Neomys fodiens niethammeri der Wasserspitzmaus aus Nordspanien. Mary Ellen Holden benannte 1995 den Belutschistan-Baumschläfer (Dryomys niethammeri) zu Ehren von Jochen Niethammer.